# Ibn Turk
Abu-l-Fadl Abd-al-Hamid ibn Wassi ibn Turk al-Khuttalí al-Jilí (àrab: أبو الفضل عبد الحميد بن واسع بن ترك الختلي الجيلي, Abū al-Faḍl ʿAbd al-Ḥamīd b. Wāsiʿ b. Turk al-Ḫuttalī al-Jīlī), més conegut com a Abd-al-Hamid ibn Turk o simplement com a Ibn Turk, va ser un matemàtic en llengua àrab d'origen turc del segle ix. La nisba al-Jilí fa creure que seria originari de Gilan, però les fonts difereixen sobre el lloc del seu naixement.
De la seva vida no se'n sap gairebé res, però es disposa de dues referències que el citen: el bibliògraf Ibn an-Nadim (segle xi) relaciona dues obres seves en el seu famós catàleg Kitab al-Fihrist, i l'historiador al-Qiftí (segle xiii) el menciona en la seva Història dels filòsofs.
Es conserven dos manuscrits antics d'un fragment de la seva obra Kitab al-jabr wa-l muqàbala, tots dos a Istanbul: un a la Biblioteca Nacional Millet i l'altre a la Biblioteca Suleyman. Aquests fragments estudien les equacions quadràtiques dels tipus 1,4,5 i 6 (segons Al-Khwarazmí) i alguns historiadors de les matemàtiques els consideren superiors als d'Al-Khwarazmí. De qualsevol forma, la manca de referències històriques fa impossible saber si aquests manuscrits són anteriors o posteriors a l'obra d'Al-Khwarazmí. Una de les observacions que fa Ibn Turk que no es troba a l'àlgebra d'Al-Khwarazmí, és que les equacions no tenen solució quan el discriminant és negatiu.